# Vice premiärminister i Belgien
Vice premiärminister är en funktion i Belgiens federala regering. Den finns inte beskriven i Belgiens grundlag, men har funnits sedan 1961 och regeringen Lefèvre när Paul-Henri Spaak var först att bli vice premiärminister.
Om regeringen är en koalitionsregering får alla partier i koalitionen en vice premiärminister, inklusive premiärministerns parti. Eftersom belgiska koalitionsregeringar kan bestå av många partier kan det således bli många vice premiärministrar. Regeringen De Croo bestod vid bildandet av åtta partier och hade således åtta vice premiärministrar, vilket var ungefär hälften av ministrarna.
Premiärministern och vice premiärministern bildar "kärnkabinettet" (Nederländska: Kernkabinet) där premiärministern ska vara neutral och de vice premiärministrarna representerar sin partier, men där övriga ministrar inte ingår.